# 道膺禪師
本條目為概述雲居山住持高僧-道膺禪師的生平、史傳、著述。

## 生平簡介
道膺禪師（?-902），青原正宗法系，洞山良价法嗣。幽州玉田人也（今河北省玉田縣人），生俗姓王，生而特異，神彩朗然。宿有善根出離世俗，到處尋求明師，有感歲月磋跎，乃至二十五歲於范陽延壽寺受具足戒。師隨即命習聲聞律儀，而膺歎曰：「大丈夫可為桎梏所拘邪！」
於是振錫遠游，四處參學。先至翠微山（今屬北京市）問道，三載宴居。一日偶遇兩位從南方來的使者，鼓勵他何不妨往南方參禮知識，又有僧從豫章（今江西宜豐縣）來，盛稱洞山法席，道膺大受感動，遂來到洞山門下虛心受學多年，復能領會，成為洞山法嗣並為其上足弟子。
自從得到洞山的印可後，先到三峯，宏宗闡教，後至雲居山說法。所教化之徒，寒暑相交。不下一千餘眾。唐昭宗天復元年辛酉秋示疾，卒於隔年正月初三，畢生出世度人，滿足三十年。至明年正月三日而化焉。諡｢弘覺禪師」，塔曰｢圓寂」。

## 師承
- 洞山良价

## 弟子
- 懷岳達空 [3]

## 史傳
1. CBETA《宋高僧傳‧唐洪州雲居山道膺傳》：http://w3.cbeta.org/cgi-bin/goto.pl?linehead==T50n2061_p0781b09
2. 漢傳佛教高僧傳地理資訊系統：http://buddhistinformatics.ddbc.edu.tw/biographies/gis/interface/?id==0925shiDaoYing.xml%5B%5D
3. 《雲居山新志》，〈道膺禪師〉，頁82-84，第四編人物志，第一章開山祖師，《雲居山新志》。
4. 《禪林僧寶傳‧雲居宏覺膺禪師》，卷6。CBETA, X79, no. 1560, pp. 503b13-  504c16 // Z 2B:10, pp. 233a9- 234b18 // R137, pp465a9- 467b18。

## 著作語錄
- 曾著有《雲居弘覺禪師語錄》，已失佚。但留有宋德洪覺範所撰寫的題言〈題雲居弘覺禪師語錄〉。[4]

## 外部連結
- 雲居山塔院巡禮：https://web.archive.org/web/20150128112821/http://dev.ddbc.edu.tw/yunjushan/ 2011.3.29

- 祖師法語 雲居道膺禪師 （页面存档备份，存于）

## 引用資料
1. ↑  《宋高僧傳》，卷12。CBETA, T50, no. 2061, p. 781b10-c6。
2. ↑  〈雲居宏覺膺禪師〉，《禪林僧寶傳》，卷6。CBETA, X79, no. 1560, pp. 503b13-  504c16 // Z 2B:10, pp. 233a9- 234b18 // R137, pp465a9- 467b18。
3. ↑  .   [2021-06-21]. （原始内容存档于2021-06-24）.
4. ↑  參見圖檔：http://taipei.ddbc.edu.tw/sutra_image/J_gif/J23/701-800/23-701.gif （页面存档备份，存于）